# Peugeot 1007
Peugeot 1007 je microvan automobil francuskog proizvođača Peugeot iz 2004. godine. 

Model 1007 svojim se linijama i tehnološkim rješenjima direktno nastavlja na koncept Sesame, prvi puta javnosti predstavljen na Paris Motor Showu 2002. godine. Za dizajn je odgovoran Pininfarina, s time da su klizna bočna vrata djelo dizajnerskog tima Peugeota. Dizajn prednje maske nastavlja se na posljednje estetske smjernice francuske marke (Peugeot 207), s velikim svjetlima ukopljenima u poklopac motora.

Najveća su inovacija ipak bočna električna klizna vrata. Bočna tračnica kojom se kreću vrata prilikom otvaranja i zatvaranja proteže se i na stražnju stranu automobila, čime spaja bok i stražnji kraj automobila. Prednost bočnih vrata je lako parkiranje automobila na uskim mjestima, jer nema potrebe za bočnim prostorom nužnim za otvaranje klasičnih vrata na automobilima. Električna vrata na 1007-ici se otvaraju pritiskom na gumb na daljinskom upravljaču i to tako da kad su otvorena ne produžuju automobil, već se savršeno uklapaju u njegovu dužinu. 

Ugrađeni su i neki sigurnosni sistemi, kao što su sustav koji ne dopušta zatvaranje ako naiđe na prepreku, sustav koji u slučaju sudara automatski otvara vrata, a vrata je nemoguće pomicati dok je otvoren poklopac spremnika goriva. 

Peugeot 1007 se proizvodi na PSA Peugeot Citroën platformi broj 1 u Peugeot Citroën proizvodnom centru u Poissyu, s godišnjom proizvodnjom od oko 130 000 komada. 

Motorizacija se zasad sastoji od tri agregata: 1.4 litreni benzinac (75 KS) koji se može dobiti s petobrzinskim ručnim mjenjačem ili sekvencijalnim "2 Tronic" mjenjačem, 1.6 litrenim benzincem koji dolazi samo sa sekvencijalnim mjenjačem (110 KS), te 1.4 HDi dizelaš (70 KS) s ručnim petbrzinskim mjenjačem.